# Calton Hill

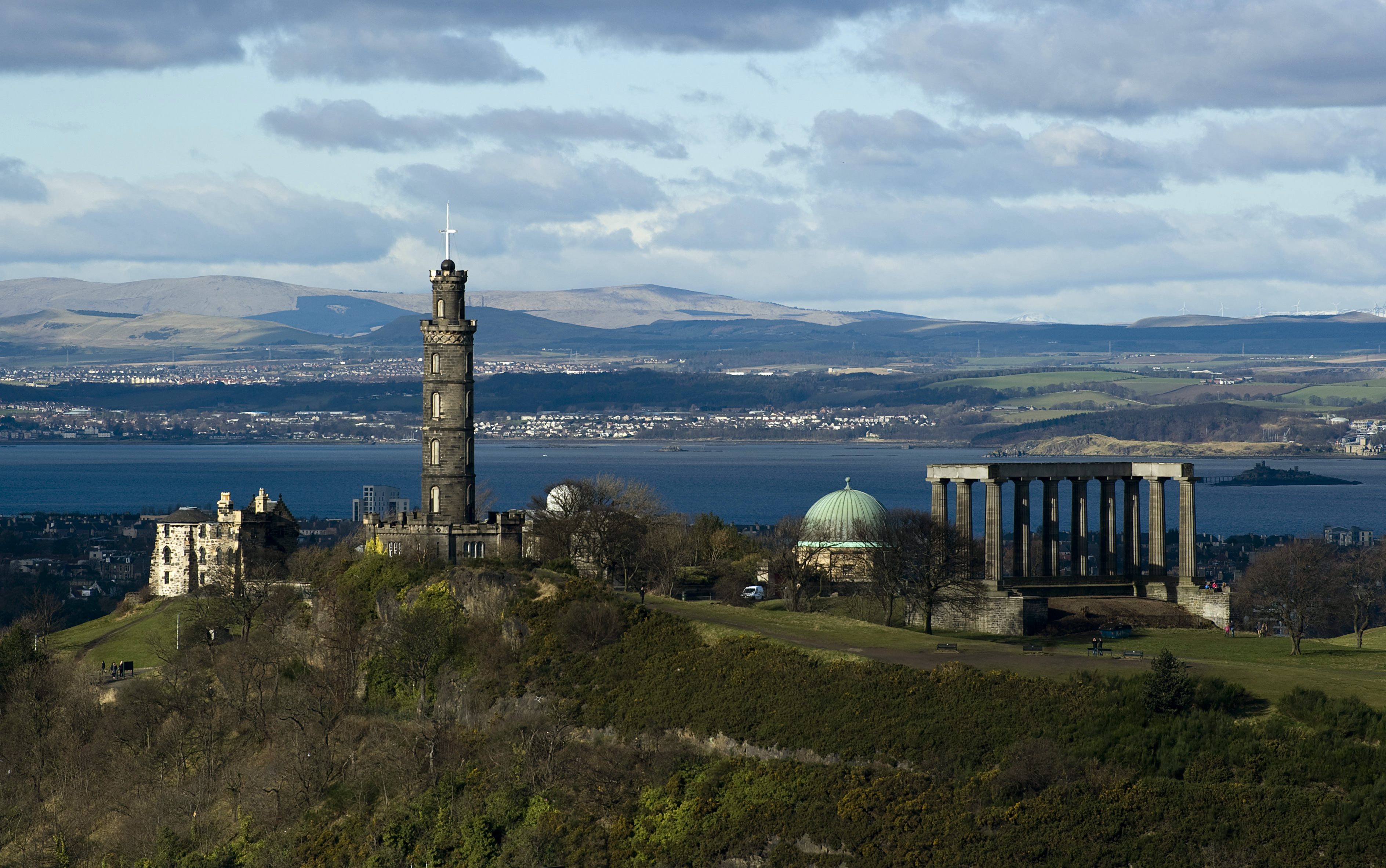
Blick auf dem Calton Hill von Salisbury Crag

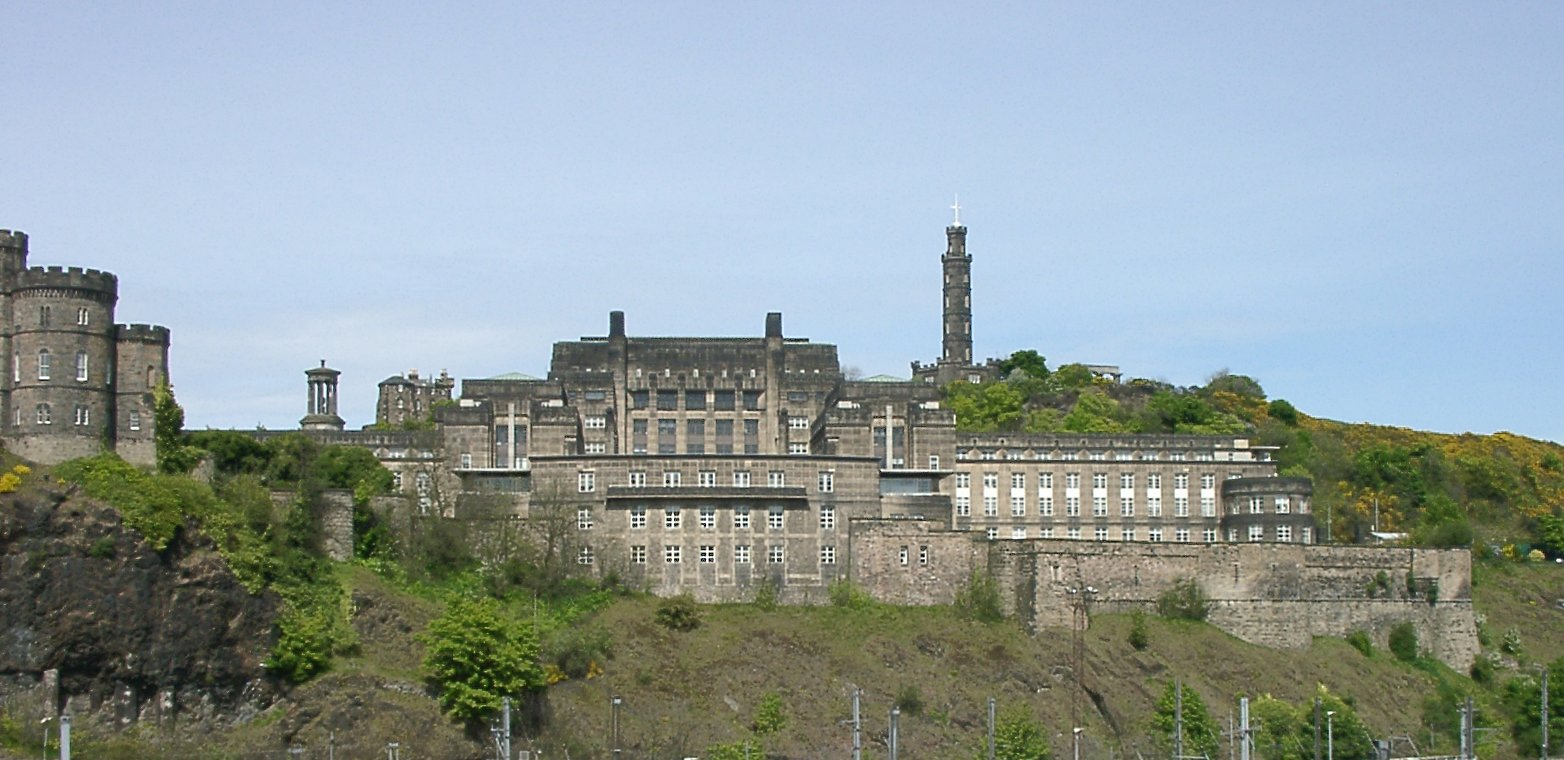
St. Andrew’s House auf dem Calton Hill

Der Calton Hill in Edinburgh ist  die markanteste Erhebung der Stadt mit einer Höhe von 103 Metern. Er befindet sich am östlichen Ende der Princes Street.

## Gebäude
Auf dem Calton Hill befinden sich das National Monument (eine unvollendete Parthenon-Replica von William Henry Playfair), das Nelson Monument, das Dugald Stewart Monument, das Playfair Monument, der Parliament Cairn, die alte Royal High School, das Robert Burns Monument, das Political Martyrs’ Monument, American Civil War Memorial, das Old Observatory House und das City Observatory. Seit 1887 befindet sich die Portugiesische Kanone auf dem Hügel.
Der Old Calton Burial Ground ist ein Friedhof auf dem Hügel, der 1718 eröffnet wurde. Dort liegen der Philosoph David Hume und der Wissenschaftler John Playfair.
Auf dem Calton Hill befindet sich auch St. Andrew’s House, seit 1999 Sitz des Büros des Ersten Ministers von Schottland und der Schottischen Regierung. St. Andrew’s House wurde in den 1930er Jahren auf den Resten des früheren Gefängnisses Calton jail errichtet.